# 阿貝爾36
阿貝爾36（Abell 36）是一個暗淡的行星狀星雲，位於室女座，距離地球780光年。美國天文學家喬治·阿貝爾於1955年發現阿貝爾36星雲。
阿貝爾36星雲環繞著一顆垂死的類太陽恆星，該恆星正在脫落外層，形成阿貝爾36。
這顆恆星正向白矮星生命階段演化。根據估計，阿貝爾36星雲形成於大約10,000年前。